# Fiume Veneto
Fiume Veneto är en ort och kommun i regionen Friuli-Venezia Giulia i Italien och tillhörde tidigare även provinsen Pordenone som upphörde 2017. Kommunen hade 11 746 invånare (2018).